# Nils Västhagen
Nils Västhagen (* 24. Oktober 1906 in Malmö; † 13. Oktober 1965 in Lund) war Professor für Betriebswirtschaftslehre.

## Leben und Wirken
Sein Diplom als Handelslehrer erhielt er 1928 an der Handelshochschule Göteborg und war danach etwa zehn Jahre als Handelslehrer an unterschiedlichen Schulen tätig. Später war er, wiederum für etwa zehn Jahre, Lektor des Technischen Gymnasiums in Malmö und parallel lehrte er Rechnungswesen an der Universität Lund. Seine Promotion erfolgte 1950 an der Handelshochschule Göteborg, wo er den ersten Doktor im Bereich Ökonomie erhielt. Seine Dissertation lautete Inkomst och Utgiftsbgreppen i Förvaltningsbokföring och Affärsbokföring (Einkommens- und Ausgabenbegriffe in der kameralistischen und der kaufmännischen Buchführung).
1951 wurde er als Nachfolger von Oskar Sillén an den die Handelshochschule Stockholm berufen.
Nachdem die Betriebswirtschaftslehre an den Universitäten in Schweden eingeführt wurde, wurde er 1958 an die Universität Lund berufen.
Im Wintersemester 1964/1965 war er als Gastprofessor an der University of Illinois (Urbana) tätig.

## Werke
- Inkomst och Utgiftsbgreppen i Förvaltningsbokföring och Affärsbokföring (Einkommens- und Ausgabenbegriffe in der kameralitischen und der kaufmännischen Buchführung), Lund 1950, Rezension in ZfhF 1951, S. 232–233
- De fria avskrivningarna 1938-1951, zwei Bände 1953 und 1956
  - deutsch: Das Experiment der Abschreibungsfreiheit in Schweden, Wiesbaden 1961, Rezension in ZfhF 1962, S. 45–46
- Balansvärderingspriciper (Prinzipien der Bilanzbewertung), Stockholm 1958, zusammen mit Oskar Sillén
  - Rezension in ZfhF 1960, S. 293–294